# Forum Ewangelickie
Forum Ewangelickie – nieformalny ruch powstały w 1994 w środowisku Kościołów ewangelickich w Polsce, w kręgu osób związanych ze szkolnictwem ewangelickim.
W pierwszym okresie działalności ruchu najbardziej aktywni byli: Maria Drapella (Gdańsk), dr Andrzej Kułak (Kraków), Jan Puczek (Cieszyn), prof. Paweł Puczek (Katowice), prof. Jarosław Świderski (Warszawa) i Hanna Witt-Pasztowa (Płock).
Gośćmi Forum Ewangelickiego byli przedstawiciele kultury, nauki i polityki, głównie osoby związane ze środowiskiem ewangelickim, np. Jerzy Buzek, Jerzy Pilch, Ewa Chojecka, Jan Harasimowicz, Andrzej Friszke, Janusz Małłek, Tadeusz Kotula, Janusz T. Maciuszko (historyk), Karol Karski).
Forum współpracuje z Kościołami ewangelickimi w Polsce, głównie ewangelicko-augsburskim i ewangelicko-reformowanym, stowarzyszeniami społeczno-kulturalnymi (np. Polskie Towarzystwo Ewangelickie, które jest głównym organizatorem lub współorganizatorem forów) i szkołami ewangelickimi (głównie w Cieszynie, Gliwicach, Bielsku-Białej i Krakowie). Efektem prawie każdego forum są publikacje z tekstem wystąpień oraz artykuły publikowane w różnych czasopismach.
W 2016 powstało Koło Przyjaciół Forum Ewangelickiego. Działa na terenie Śląska Cieszyńskiego. Należą do niego m.in. Maria Drapella, Danuta Szczypka, Hanna Witt-Pasztowa, Władysława Magiera, Ewa Jóźwiak, Jarosław Płuciennik.

## Tematy przewodnie Forum Ewangelickiego w latach 1994–2013
- 1994 – Ewangelicyzm w Polsce – wyzwania wobec przyszłości, Wisła (Jawornik) (I)
- 1995 – Możliwości i formy aktywacji społeczności ewangelickiej w Polsce, Wisła (Jawornik) (II)
- 1996 – Udział ewangelików w odnowie moralnej – etos ewangelicki wczoraj, dziś i jutro, Wisła Jawornik (III)
- 1997 – Ewangelicyzm polski w jednoczącej się Europie, Wrocław (IV)
- 1998 – Problemy edukacji młodzieży – wychowanie, kształcenie, praca, Wisła (Jawornik) (V)
- 1999 – Tożsamość ewangelika, Łódź (VI)
- 2000 – forum się nie odbyło
- 2001 – Diaspora, Toruń (VII)
- 2002 – Sylwetka współczesnego ewangelika, Wisła (Jawornik) (VIII)
- 2003 – Biblia od Murzynowskiego do dzisiaj, Płock (IX)
- 2004 – Wyzwania dla ewangelicyzmu polskiego. Refleksja po 10 latach, Wisła (Jawornik) (X)
- 2005 – Misja dzisiaj, Bielsko-Biała (XI)[1]
- 2006 – Kondycja protestantyzmu w Polsce na tle katolickiej konfesjonalizacji życia publicznego, Wisła (Jawornik) (XII)
- 2007 – 450 lat Reformacji pod Wawelem. Sukcesy i porażki ekumenizmu. Ewangelicka alternatywa w XXI wieku, Kraków (XIII)
- 2008 – Dziedzictwo przodków – skarbnica czy ślady pamięci, Wisła (XIV)
- 2009 – Ewangelicki etos pracy. Rok Kalwina. Ewangelicyzm w Gdańsku, Sopot (XV)
- 2010 – Ziemia Cieszyńska – przeszłość i teraźniejszość, Ligotka Kameralna, Bystrzyca (Zaolzie, Czechy) (XVI)[3]
- 2011 – Ewangelicy w świecie przemian (religia – polityka – media), Warszawa (XVII)[3][5]
- 2012 – Rządy autorytetów a kondycja demokracji w Kościołach ewangelickich, Wisła (XVIII)[3][6]
- 2013 – Przyszłość Kościoła – Kościół przyszłości, Koszalin (XIX)[3][7]
- 2014 – Kobiety w społecznościach Kościołów ewangelickich – tradycja, współczesność, perspektywy, Wisła (Jawornik) (XX)[3][8]
- 2017 – 500 lat Reformacji. Historia i współczesność myśli reformacyjnej, Wrocław (XXI)[3]
- 2018 – Ewangelicy Niepodległej. Dzieje i współczesność obywatelskiego zaangażowania, Wisła (XXII)[3]
- 2019 – „Szczyro prowda” protestantów a fake-newsy i internet, Łódź (XXIII)[3].